# Svinehund
|  | Denne artikel er oprettet af botten Steenthbot ud fra en ekstern database. Den kan derfor have sproglige fejl eller mangler. Denne skabelon kan fjernes efter kontrol af indholdet. |

Svinehund er en dansk kortfilm fra 2011 instrueret af Jonas Elmer.

## Medvirkende
- Behruz Banissi
- Allan Dalkjær Johansen
- Sigurd Holmen Le Dous